# Miodio
Miodio é uma banda italo-são marinense formada por três italianos e dois são marinenses. A banda representou São Marino no Festival Eurovisão da Canção 2008, onde interpretaram a canção Complice. Não foi auspiciosa a primeira participação de São Marino, tendo sido eliminada da final na primeira semi-final em 20 de Maio de 2008, obtendo o último lugar entre 19 países e apenas 5 pontos.

## Membros
- Nicola Della Valle - vocalista - (Itália, 1982). É vocalista, compositor e membro da banda, e vive em ambos os países San Marino e Itália.
- Paolo Macina - guitarra
- Andrea Marco Pollice, alcunhado de  "Polly" - baixo
- Francesco Sancisi - teclados
- Alessandro Gobbi - bateria

## Carreira
Miodio foi fundada no Inverno de 2002 e publicaram um mini-álbum com 5 faixas.
Este álbum foi produzido pela gravadora  Acanto pertencente ao produtor e compositor Andrea Felli. Em 2007, assinaram contrato com a gravadora  Opera Prima,  e publicaram o seu primeiro single "It's Ok", que ainda é tocada em centenas de estações de rádio. A canção fazia parte da banda sonora so filmee Il Soffio dell’Anima e faz parte do catálogo da loja de música on line iTunes.
O nome da banda é provocante e esconde a seguinte reflexão: reflection: "Você deve aprender a ver como odeia até ver a reflexão dos seus pensamentos, vocês usará todas as pessoas a ver o espelho refletindo no que pensa de si mesmo. "
O grupo foi seleccionado por um júri interno, depois de convidar os intépretes que desejassem representar o país na Eurovisão.
Miodio foram os vencedores da 17ª edição do Festival de São Marino e venceram o Prémio 'Viva Music' e 'Melhor Canção original ' NO Festival de Artes de Bolonha em 2006.. A banda representou São Marino na 12ª Bienal de Jovens Artistas da Europa realizado em Nápoles.
A banda está gravando o seu primeiro álbum contém 11 faixas e será publicado/editado no Verão de 2008.

## Festival Eurovisão da Canção 2008

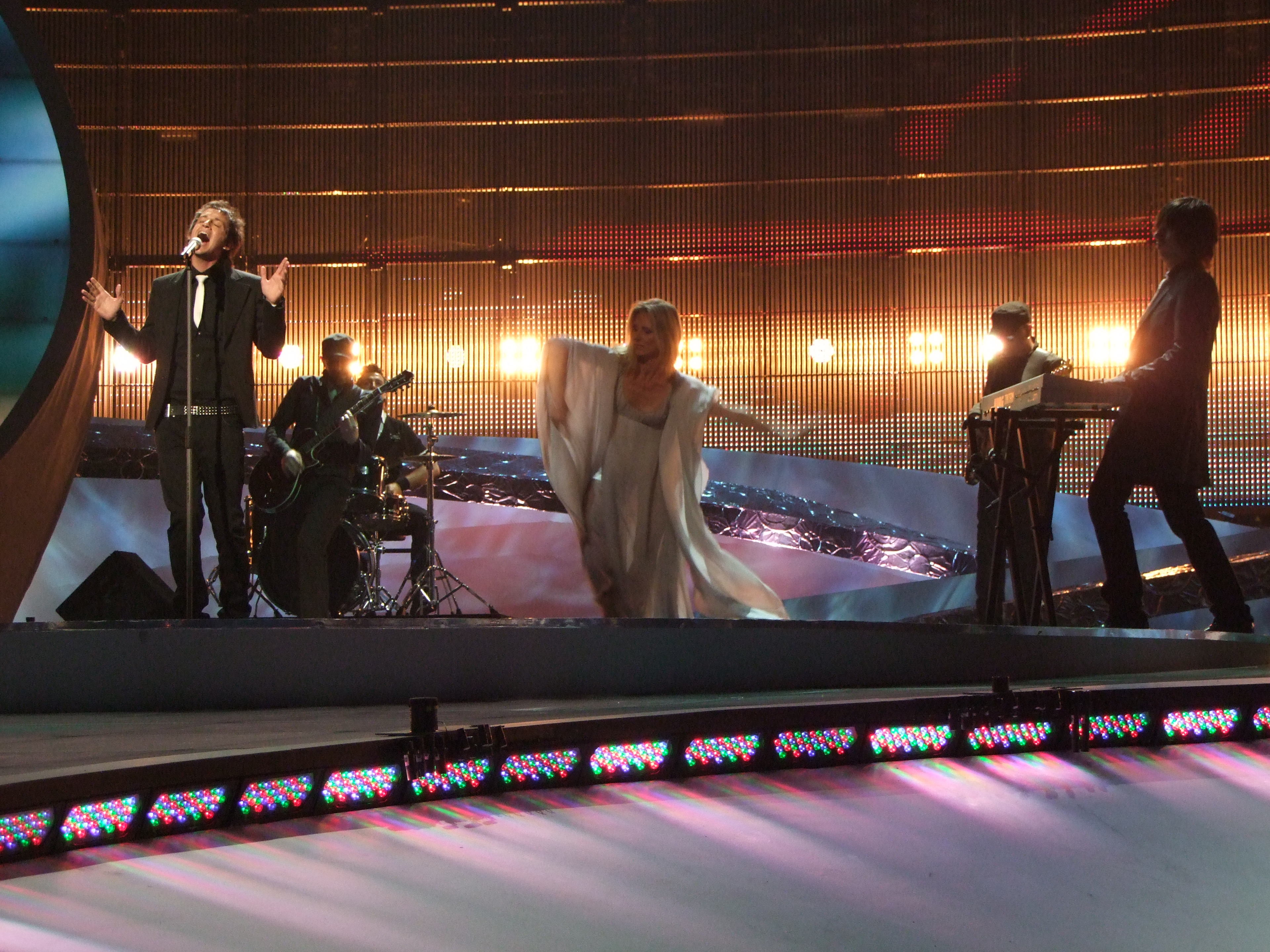
Miodio no Festival Eurovisão da Canção 2008.

Nicola Della Valle e a banda Miodio foram seleccionados por um júri interno, depois de convidar os intépretes que desejassem representar o país na Eurovisão.
A canção escolhida foi "Complice", com música de Francesco Sancisi e letra de Nicola Della Valle, que terminou em 19º e último lugar na primeira semi final, com 5 pontos: 3 da Grécia e 2 da Andorra

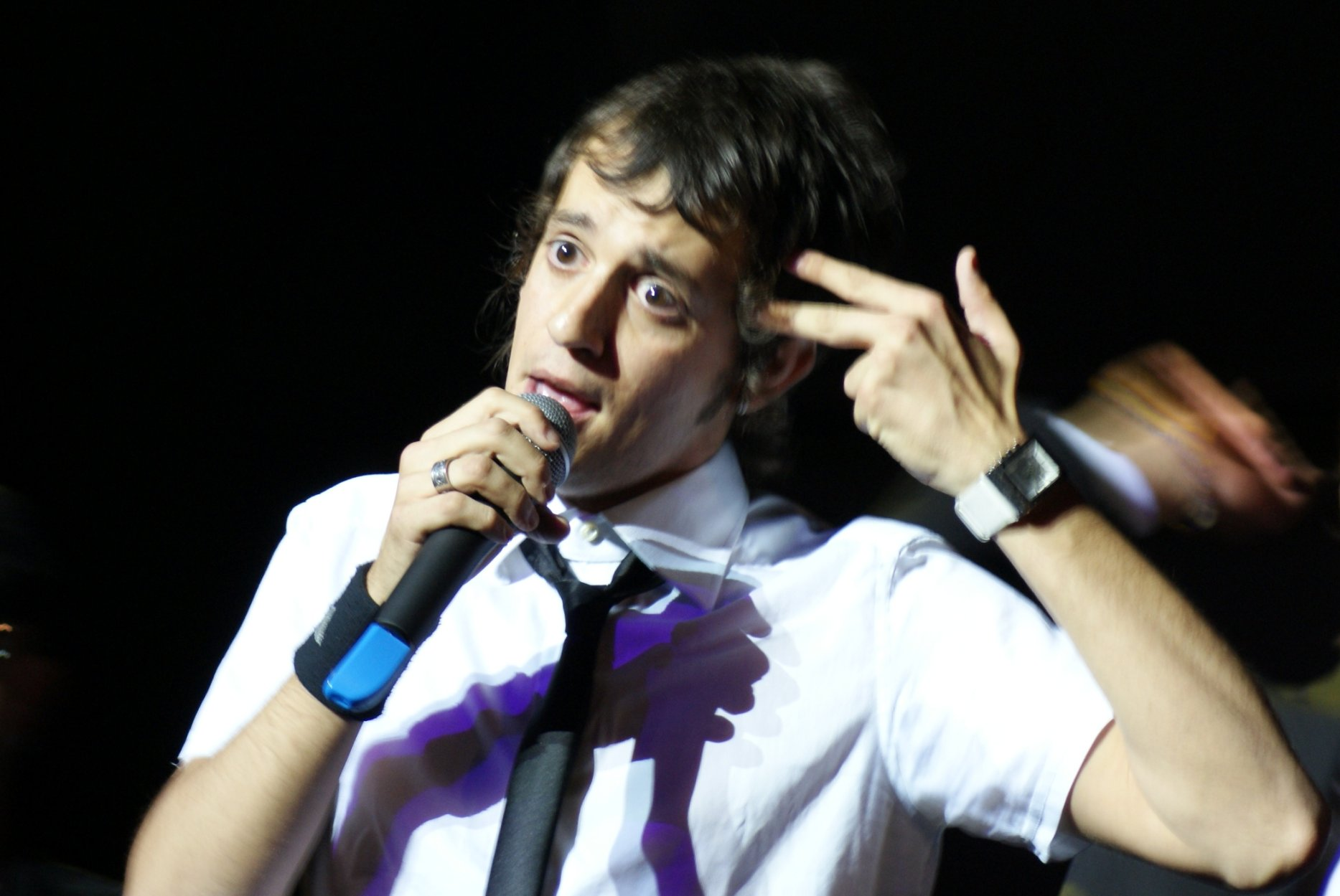
Nicola Della Valle.

## Discografia
- Avantgarde (2011)

## Singles
- Complice
- Idea
- It's Ok
- Neve Nera
- Credo
- Evoluzione Genetica